# Menno Aden (Künstler)
Menno Aden (* 1972 in Weener) ist ein zeitgenössischer deutscher Künstler.

## Werdegang
Aden studierte bis 2000 Bildende Kunst und Komposition an der Universität Bremen.
Er lebt und arbeitet in Berlin.

## Werk
Aden arbeitet überwiegend im Medium der künstlerischen Fotografie. Nadine Barth beschreibt Adens Werk folgendermaßen: „Adens fotografische Arbeiten sind oft topografischer Natur. Ob Rohrsysteme, Fassaden oder Vorgärten – in Adens fotografischer Arbeit geht es immer um Muster und Ordnungssysteme, die unseren Alltag durchdringen und strukturieren. Adens Arbeit umfasst verschiedene Fotoserien, in denen er sich analytisch mit unserer gebauten Umwelt auseinandersetzt. Obwohl meist abwesend, zeigen seine Bilder immer Spuren des Menschen. Aden wurde mit seinen Raumaufnahmen aus der Deckenperspektive bekannt.“
Adens Werk umfasst unter anderem die Serien Panel Flats, Room Portraits, Tracks and Fields, Composition, Assembly Lines und Devices.
Über die Serie Panel Flats (2004) schreibt die Kunsthistorikerin Sophie Jung: „Seine frühe Serie ‚Panel Flats‘ von 2004 widmet sich den strengen Schemen des DDR-Plattenbaus. Frontal lichtete er die Fassaden ostdeutscher Wohnbauten ab, die sich im Bild nunmehr als flache Rechteck-Raster zeigen. Nur vereinzelt irritiert eine Gardine die rigide Anordnung von Waschbeton und Fensterglas.“
Zur Serie Room Portraits (seit 2006) schreibt Wilhelm Werthern: „Menschen sind in seinen Arbeiten so gut wie nie zu sehen. Und doch lassen sich die Arbeiten aus der Serie ‚Room Portraits‘ als Porträts der in den fotografierten Räumen lebenden Menschen lesen. Sie zeigen Raumordnungen aus ungewohnter Perspektive und wirken, als hätte jemand die Decke des Raums abgehoben, um ihn zu fotografieren – man assoziiert Puppenstuben und denkt gleichzeitig an Überwachung. Tatsächlich bestehen sie aus bis zu hundert Einzelaufnahmen, die mit Hilfe eines Stabstativs gemacht und dann digital zusammengesetzt werden.“
In Tracks and Fields (2008) sieht man laut Sophie Jung „eine Reihe von Wohnsiedlungen aus den Siebzigern und Achtzigern (…). Anstelle der Totalen wählte Aden bei dieser Serie von 2008 den fotografischen Ausschnitt. Mit gekapptem Blick schaut man schließlich auf Wohnhäuser und Vorgärten. Aneinander gereiht, spannen diese Fragmente von Backsteinfassaden, gestutztem Rasen und Fußgängerwegen ein wiederkehrendes Asphaltgrau-Rasengrün-Backsteinrot-Gefüge auf, das sich jeweils nur in Nuancen unterscheidet – eine ästhetische Repetition, die zugleich auf eine soziale Normierung rückschließen lässt. Es sind visuelle Beweise ordentlich-normierter Lebensformen, die Menno Aden hier einer fotografischen Analyse unterzieht.“
Zur Serie Composition (2017) heißt es im Ausstellungstext des Kunstraum Potsdam: „Die Arbeiten der Serie ‚Compositions‘ wirken auf den ersten Blick wie konstruktivistische Kompositionen von leicht gegeneinander verschobenen geometrischen Formen. Was zunächst anmutet wie abstrakte Zeichnungen oder Collagen, entpuppt sich bei genauerem Hinsehen als ein fotografierter Turnhallenboden. Die Ausschnitte zeigten Deckel von kreisrunden Bodeneinlassungen mit den darüber geklebten Spielfeldmarkierungen. Durch das Herauslösen dieses Details aus dem Gesamtzusammenhang des Spielfeldes entsteht eine neue Erzählung mit einem neuen Regelsystem, bei der der versetzte Deckel zur visuell-poetischen Stolperfalle wird.“
Für die Serie Assembly Lines (2020) verwendet Aden eine industrielle Zeilenkamera, mit deren Hilfe er Bewegungsabläufe von Industrierobotern visualisiert. Die Bilder der Zeilenkamera, die normalerweise zur Kontrolle von Fließbandproduktionen eingesetzt wird, wo deren Bilddaten maschinell ausgelesen werden, nennt Aden „Maschinenporträts aus Sicht einer anderen Maschine“ („machine portraits from another machine’s point of view“).
In der Serie Devices (2023) nutzt Aden Text-zu-Bild-Generatoren, um Abbildungen spekulativer technischer Geräte zu erstellen. Kunsthistorikerin Annika von Taube schreibt über die Serie: „Bei Aden besteht das Konzept darin, das KI-Tool eine Reihe von ‚Devices’, also Apparaten oder Hilfsmitteln ‚entwerfen‘ zu lassen, die auf den ersten Blick bekannt oder nützlich erscheinen, dabei aber total funktionslos sind, und damit der ewigen Frage nach dem gegenseitigen Einfluss von Technologie und Mensch neues Futter zu geben – ausgerechnet mittels einer Technologie, die aktuell mehr als andere zugesprochen bekommt, dieses gegenseitige Einflussringen für sich zu entscheiden, dabei aber den größten Quatsch ausspuckt, wenn ein Mensch es will.“

## Auszeichnungen (Auswahl)
- 2019 Portraits Hellerau, Hellerau (Finalist)[7]
- 2013 Deutscher Preis für Wissenschaftsfotografie, Bremen (1. Preis)[8]
- 2013 International Photography Awards, Los Angeles (1. Preis Kategorie „Architecture“, 3. Preis Kategorie „Fine Art“)[9]
- 2013 Accademia Apulia Photography Award, London (1. Preis)[10]
- 2012 Art Science Industry, Potsdam (1. Preis)[11]
- 2009 Europäischer Architekturfotografie-Preis, Frankfurt am Main (Auswahl)[12]

## Einzelausstellungen (Auswahl)
- 2023: Devices. In: The Rackroom, Berlin
- 2021: Between the Lines, Rahmen & Kunst, Berlin
- 2021: Home/Guest, Die Ganze Freiheit, Berlin
- 2020: Assembly Lines, Lage Egal, Berlin
- 2019: Room Portraits, Biennale dell immagine, Chiasso/Lugano (Schweiz)
- 2019: Room Portraits, Museanum, Dresden
- 2017: Open Source – Installation, Berlin-Weekly, Berlin
- 2017: Komposition – Brandwand, Kunstraum Potsdam (mit Harf Zimmermann)
- 2016: Menno Aden – Room Portraits. Galerie Schuster, Berlin
- 2014: Menno Aden – Room Portraits. Kunstverein Segeberg
- 2013: Wirklich – nicht wirklich II. Kunstverein Barsinghausen (mit Hermann Reimer)
- 2012: Menno Aden: Room Portraits. Galerie Abrahams, Hamburg
- 2012: Still Light. Galeria Deak Erika, Budapest (mit Marcin Cienski)
- 2011: Menno Aden – Photography. Schuster Gallery, Miami
- 2011: Menno Aden: Spurensuche. Galerie Lesmeister, Regensburg

## Gruppenausstellungen (Auswahl)
- 2023: Wall of Sound, Lage Egal, Berlin
- 2022: Free Space, Lage Egal, Berlin
- 2022: Focus on Abstraction 2022, Pavillon Milchhöfe, Berlin
- 2021: Crossing the Dateline, Ratchadamnoen Contemporary Art Center, Bangkok
- 2021: Betwixt, Tacheles, Berlin
- 2017: Keep Your Eyes Peeled, aff-Galerie, Berlin
- 2016: Berlin Raum Radar – New Architekture Photography, Neue West, Berlin
- 2016: A Better World, The Bascom Museum, NC, USA
- 2014: ARTchitecture, Museu Serralves, Porto
- 2013: Home – My Place in the World, Wandsworth Museum, London[13]
- 2013: Discover Me, Landesmuseum Emden[14]
- 2011: Ich bin ein Berliner, Dezer Schauhalle, Miami[15]
- 2010: Contemporary Art Ruhr, Essen. Galerie ArtAffair (Regensburg)
- 2009: Neue Heimat, Deutsches Architekturmuseum[16]

## Publikationen (Auswahl)
- l capitalismo della sorveglianza. Financial Times, Italia, 2020[17]
- Nadine Barth, Neue West: Berlin Raum Radar: neue Architekturfotografie = new architecture photography. Hatje Cantz, Ostfildern 2016, ISBN 978-3-7757-4179-8.
- Nicholas Felton: Photoviz: visualizing information through photography. Berlin 2016, ISBN 978-3-89955-645-2.
- Kulturprojekte Berlin GmbH: EMOP Berlin – European Month of Photography 2016 1.–31. Okt. Berlin 2016, ISBN 978-3-940231-11-6.
- Der Fotograf Menno Aden, Baunetzwoche, 2014[2]
- Lab photographed from a bird’s-eye view by Menno Aden. Dezeen, 11/2013[18]
- Abandoned homes: bird’s-eye views The Guardian 06/2013[19]
- Room Portraits by Menno Aden, Dezeen 06/2012[20]
- Mehr Berlin: Menno Aden, Der Tagesspiegel, 2012[21]
- Room Portraits, Ignant (2012)[22]
- Menno Aden’s brilliant light-bulb perspective photos offer a new view on personal spaces. It’s Nice That, 2012[23]
- Künstler Menno Aden, Le Monde Diplomatique, 2010[24]
- Architekturbild e.V., Deutsches Architekturmuseum: Neue Heimat = New homeland. AvEdition, Ludwigsburg 2009, ISBN 978-3-89986-117-4.

Die Deutsche Welle drehte im Jahr 2011 eine Dokumentation über Aden mit dem Titel Der deutsche Fotokünstler Menno Aden.